# Zinaída Akséntieva
Zinaída Mikoláievna Akséntieva (transliteración do cirílico ucraniano Зінаїда Миколаївна Аксентьєва, em russo Зинаида Николаевна Аксентьева, Zinaída Nikoláievna Akséntieva) (1900 de julho de 25 de , Odesa - 8  abril de 1969, Poltava Ucrânia) foi uma astrónoma e geofísica ucraniano.

## Honras
- 1960: trabalhadora de Honra de Ciências da URSS (1960).
- 1951: foi eleita membro correspondente da Academia Nacional de Ciências de Ucrânia.
- A cratera venusiana Aksentyeva nomeou-se em sua honra.[3][4]